# Dominik Wieczorkowski-Rettinger
Dominik Wieczorkowski-Rettinger (n. 11 noiembrie 1953, Szczecin) este un regizor și scenarist polonez. A studiat antropologia culturală la Universitatea din Wrocław. A urmat cursurile secției de regie la Școala de Film, Teatru și Televiziune de la Łódź. Printre scenariile sale de filme artistice se enumeră:
- Gra w ślepca (1985)
- Pora mroku (2008)
- 1 000 000 $ (2010)
- Kamienie na szaniec (2014)